# HTC
HTC Corporation anteriorment anomenat High Tech Computer Corporation és un fabricant de smartphones taiwanès que fa servir en la seva major part el sistema de Google, Android, encara que també fa servir el sistema de Microsoft.
Fundada el 15 de maig de 1997 per Cher Wang i Peter Chou, en aquells temps es dedicaven únicament a distribuir llicències OEM o ODM. Va ser el membre de l'Open Handset qui es va dedicar, més tard, a desenvolupar telèfons mòbils. Després de l'adquisició de marques com Dopod Qtek, es va decidir a comercialitzar els seus productes sota el seu propi nom.
HTC va tenir un fort creixement després d'haver estat escollida per Microsoft com a soci per al desenvolupament del sistema operatiu Windows Mobile (basat en Windows CE), i, més tard, de l'adopció del sistema operatiu Android de Google en una part de la seva gamma de smartphones.
Durant l'any 2005, les vendes van augmentar un 102% respecte a l'any anterior. En el 2006 va ocupar el tercer lloc de més ràpid creixement de les empreses de tecnologia mòbil d'acord amb Info Tech 100 BusinessWeek. En l'any 2009, HTC s'ha convertit en la quarta empresa més gran del món amb una quota de mercat de 5,4%, segons Gartner.